# Ólafur F. Magnússon
Ólafur Friðrik Magnússon (* 3. August 1952 in Akureyri) ist ein isländischer Politiker. Er war vom 24. Januar bis 21. August 2008 Bürgermeister der isländischen Hauptstadt Reykjavík.

## Karriere
Ólafur Friðrik Magnússon wurde als Sohn eines Arztes in Akureyri geboren. Auch Ólafur verfolgte eine medizinische Karriere und war in Reykjavík seit 1986 als Hausarzt mit eigener Praxis tätig. Dem Stadtrat von Reykjavík gehörte er zunächst als Vertreter der Unabhängigkeitspartei an. Am 20. Dezember 2001 trat er aus dieser Partei aus. Er war daraufhin für das Ende der Wahlperiode parteiloser Abgeordneter und wurde am 25. Mai 2002 auf der Liste der Liberalen und Unabhängigen wiedergewählt. Als Mitglied der damaligen Liberalen Partei Islands wurde er am 24. Januar 2008 Bürgermeister von Reykjavík, da die bestehende Koalition zwischen Allianz, Links-Grüner Bewegung, Fortschrittspartei und Liberaler Partei mit Dagur B. Eggertsson als Bürgermeister zerbrochen war und Ólafur eine neue Koalition mit der Unabhängigkeitspartei bildete. Seine Amtszeit endete bereits am 21. August 2008. Ursprünglich sollte er erst im März 2009 zurücktreten und ein Vertreter der Unabhängigkeitspartei das Amt des Bürgermeisters übernehmen. Dies war im Koalitionsvertrag zwischen Ólafur und der Unabhängigkeitspartei so geplant. Nach dieser Vereinbarung wäre Ólafur gleichzeitig Vorsitzender des Exekutivkomitees des Stadtrats von Reykjavík geworden. Im August 2008 ging jedoch diese Koalition zu Ende. Am 21. August trat Hanna Birna Kristjánsdóttir (Unabhängigkeitspartei) die Nachfolge von Ólafur als Bürgermeisterin an.
Ólafur Friðrik Magnússon hatte sich 2013 gegen den geplanten Bau von Reykjavíks erster eigens errichteter Moschee ausgesprochen, da diese seiner Meinung nach die isländische Kultur und Sicherheit bedrohe, und vorgeschlagen, stattdessen einen Tempel für die nordischen Götter zu errichten. Mit Stand von Ende 2019 war das Moschee-Projekt immer noch im Planungsstadium.